# Liste der Kulturdenkmale in Wakendorf II
In der Liste der Kulturdenkmale in Wakendorf II sind alle Kulturdenkmale der schleswig-holsteinischen Gemeinde Wakendorf II (Kreis Segeberg) aufgelistet (Stand: 19. Mai 2025).

## Legende
In den Spalten befinden sich folgende Informationen:
- Objekt-ID: die Nummer des Kulturdenkmales
- Lage: die Adresse des Kulturdenkmales und die geographischen Koordinaten. Kartenansicht, um Koordinaten zu setzen. In der Kartenansicht sind Kulturdenkmale ohne Koordinaten mit einem roten Marker dargestellt und können in der Karte gesetzt werden. Kulturdenkmale ohne Bild sind mit einem blauen Marker gekennzeichnet, Kulturdenkmale mit Bild mit einem grünen Marker.
- Offizielle Bezeichnung: Bezeichnung des Kulturdenkmales
- Beschreibung: die Beschreibung des Kulturdenkmales
- Bild: ein Bild des Kulturdenkmales

## Mehrheit von baulichen Anlagen
| Objekt-ID | Lage                                                   | Offizielle Bezeichnung                                | Beschreibung | Bild |
| --------- | ------------------------------------------------------ | ----------------------------------------------------- | --- | ---- |
| 50313     | Wilstedter Straße 12, 14 (53° 46′ 49″ N, 10° 4′ 46″ O) | Wohn- und Wirtschaftsgebäude Wilstedter Straße 12, 14 | Wohn- und Wirtschaftsgebäude Wilstedter Straße 12-14; um 1860, 1862; zwei freistehend nebeneinander angelegte, gleichartige eingeschossige Backsteinbauten mit reetgedeckten Halbwalmdächern, hakenförmige Grundrisse, Wirtschaftsteile im Westen - Begründung: geschichtlich, städtebaulich, Kulturlandschaft prägend - Schutzumfang: Wohn- und Wirtschaftsgebäude (Wilstedter Straße 12, 14) | BW   |

## Bauliche Anlagen
| Objekt-ID | Lage                                               | Offizielle Bezeichnung       | Beschreibung | Bild |
| --------- | -------------------------------------------------- | ---------------------------- | --- | ---- |
| 43752     | Naher Straße 1 (53° 46′ 59″ N, 10° 4′ 56″ O)       | Schule                       | Schulbau; 1873/74 errichtet, 1910 erweitert; giebelständiger Kopfbau mit traufständigem Seitenflügel, beide zweigeschossig, in Backstein und mit Satteldach, charakteristischer Schulbau der preußischen Zeit im ländlichen Raum - Begründung: geschichtlich, städtebaulich - Schutzumfang: gesamtes Objekt - Denkmaltyp: Bauliche Anlage                                                                                             | BW   |
| 43739     | Wilstedter Straße 12 (53° 46′ 49″ N, 10° 4′ 46″ O) | Wohn- und Wirtschaftsgebäude | Wohn- und Wirtschaftsgebäude; 1862; eingeschossiger Backsteinbau mit reetgedecktem Halbwalmdach, hakenförmiger Grundriss, niedriger Wirtschaftsteil im Westen mit Drempel und Satteldach - Begründung: geschichtlich, städtebaulich, Kulturlandschaft prägend - Schutzumfang: Wohn- und Wirtschaftsgebäude, - Denkmaltyp: Bauliche Anlage, Mehrheit von baulichen Anlagen: Wohn- und Wirtschaftsgebäude Wilstedter Straße 12, 14      | BW   |
| 43740     | Wilstedter Straße 14 (53° 46′ 48″ N, 10° 4′ 46″ O) | Wohn- und Wirtschaftsgebäude | Wohn- und Wirtschaftsgebäude; um 1860.; Hof H.-Peter Bülk, eingeschossiger Backsteinbau mit reetgedecktem Halbwalmdach, hakenförmiger Grundriss, Wirtschaftsteil im Westen mit Satteldach und Brettergiebel - Begründung: geschichtlich, städtebaulich, Kulturlandschaft prägend - Schutzumfang: gesamtes Objekt - Denkmaltyp: Bauliche Anlage, Mehrheit von baulichen Anlagen: Wohn- und Wirtschaftsgebäude Wilstedter Straße 12, 14 | BW   |

## Gründenkmale
| Objekt-ID | Lage                                            | Offizielle Bezeichnung | Beschreibung | Bild                             |
| --------- | ----------------------------------------------- | ---------------------- | --- | -------------------------------- |
| 26660     | Henstedter Straße (53° 46′ 58″ N, 10° 4′ 56″ O) | Kaisereiche            | Kaisereiche mit Gedenkstein; 1897; hoch gewachsene Eiche, daneben Findling mit Inschrifttafel für den 100. Geburtstag Kaiser Wilhelms I. - Begründung: geschichtlich, städtebaulich - Schutzumfang: Kaisereiche, Gedenkstein 1897 - Denkmaltyp: Gründenkmal               | BW                               |
| 43735     | Henstedter Straße (53° 46′ 58″ N, 10° 4′ 56″ O) | Doppeleiche            | Doppeleiche mit Gedenkstein; um 1908, schleswig-holsteinische Doppeleiche (Schleswig-Holsteinische Erhebung), davor Feldstein mit Inschrifttafel - Begründung: geschichtlich, Kulturlandschaft prägend - Schutzumfang: Doppeleiche, Gedenkstein - Denkmaltyp: Gründenkmal | weitere Fotos \| Fotos hochladen |

## Quelle
- Liste der Kulturdenkmale in Schleswig-Holstein – Kreis Segeberg

- Karte mit allen Koordinaten:
- OSM |
- WikiMap